# Ghetto Supastar (That Is What You Are)
Ghetto Supastar (That Is What You Are) è un brano pop rap dell'artista hip hop Pras Michel, estratta come primo singolo dal suo album di debutto Ghetto Supastar pubblicato nel 1998, e presente anche nella colonna sonora del film Bulworth. Il brano figura la partecipazione di Ol' Dirty Bastard e di Mya, che canta il ritornello del brano.
Nel 1999 ha ricevuto una nomination come migliore "performance rap di un gruppo" ai Grammy Awards. Il ritornello del brano è un riarrangiamento del ritornello della canzone del 1983 di Kenny Rogers e Dolly Parton Islands in the Stream. Il singolo è entrato nella top20 della Billboard Hot 100 e nella top10 della Hot R&B/Hip-Hop Songs, ed ha avuto un grande successo in tutto il mondo, raggiungendo la prima posizione nelle classifiche di molti paesi: Austria, Svizzera, Fiandre, Norvegia, Nuova Zelanda e Paesi Bassi. Il brano ha raggiunto la seconda posizione invece in Australia, Regno Unito e Svezia.
La canzone è stata reinterpretata da 50 Cent feat. Omarion, ed in seguito da Brooke Valentine.

## Il video
Francis Lawrence ha diretto il video di "Ghetto Supastar", che vede protagonisti Halle Berry e Warren Beatty. Il video è stato candidato agli MTV Video Music Award come "miglior video rap" e "miglior video da un film". Altre tre nomination sono state ottenute dal video nel 1998 ai Billboard Video Music Awards, inoltre ha vinto l'MVPA Award nel 1999.

## Tracce
1. Ghetto Supastar (That Is What You Are) (Main Version) 4' 26
2. Ghetto Supastar (That Is What You Are) (Instrumental) 4' 26
3. Don't Be Afraid 4' 46

## Classifiche
| Classifica                                      | Posizione |
| ----------------------------------------------- | --------- |
| Australia                                       | 2         |
| Austria                                         | 1         |
| Belgio (Fiandre)                                | 1         |
| Belgio (Wallonia)                               | 4         |
| Canada                                          | 4         |
| Finlandia                                       | 4         |
| Francia                                         | 15        |
| Paesi Bassi                                     | 1         |
| Norvegia                                        | 1         |
| Nuova Zelanda                                   | 1         |
| Regno Unito                                     | 2         |
| Regno Unito R&B                                 | 1         |
| Svezia                                          | 2         |
| Svizzera                                        | 1         |
| Tokio Hot 100                                   | 24        |
| U.S. Billboard Hot 100                          | 15        |
| U.S. Billboard Hot R&B/Hip-Hop Singles & Tracks | 8         |